# Porosaari (ö i Finland, Norra Karelen, Pielisen Karjala)
Porosaari är en ö i Finland. Den ligger i sjön Pielisjärvi och i sjön Pielisjärvi och i kommunen Nurmes i den ekonomiska regionen  Pielinen-Karelen  och landskapet Norra Karelen, i den centrala delen av landet, 400 km nordost om huvudstaden Helsingfors. Öns area är 10,21 kvadratkilometer och dess största längd är 4,9 kilometer i nord-sydlig riktning.